# Harry Potter en de Gevangene van Azkaban (film)
Harry Potter en de Gevangene van Azkaban (oorspronkelijke titel: Harry Potter and the Prisoner of Azkaban) is de derde Harry Potterfilm, gebaseerd op het gelijknamige boek van schrijfster J.K. Rowling. De film ging in Groot-Brittannië op 31 mei 2004 in première, en op 4 juni 2004 in Mexico, Verenigde Staten en Canada. De film werd geregisseerd door de Mexicaanse regisseur Alfonso Cuarón en weer grotendeels opgenomen in de Leavesden Film Studios. Opnieuw waren de hoofdrollen voor Daniel Radcliffe als Harry Potter, Emma Watson als Hermelien en Rupert Grint als Ron. Michael Gambon nam de rol van de overleden Richard Harris over als Professor Perkamentus. Scriptschrijver Steve Kloves keerde ook terug.
Na het Oscarloze "Harry Potter en de Geheime Kamer" werd de derde Harry Potterfilm genomineerd voor twee Oscars, namelijk die voor Beste Muziek en voor Beste Visuele Effecten. De film werd zeer goed ontvangen door critici. Financieel gezien was ook deze Harry Potterfilm zeer succesvol met een opbrengst van wereldwijd bijna 790 miljoen dollar, waarmee het de succesvolste film van 2004 na Shrek 2 was. Toch waren de voorgaande delen en ook het volgende deel iets succesvoller vanwege het hoge budget en de iets mindere kaartenverkoop.
Deze derde Harry Potterfilm wordt gezien als een keerpunt uit de filmreeks; de toon van de film is wat duisterder dan de vorige twee delen.
De film kreeg een PG-waarschuwing, wat betekent dat ouderlijk toezicht wordt aangeraden op kinderen die de film bekijken. In Nederland kreeg de film eenmalig een 9 jaar en ouder-label omdat de standaard leeftijdsminima te ver uiteen zouden liggen (6 jaar en 12 jaar).

## Verhaal
Harry voelt zich vreselijk opgelaten omdat zijn tante Margot, die een pesthekel heeft aan Harry, komt logeren. Hij ziet er erg tegenop. Dan krijgt hij een brief van school, waarin staat dat de derdejaars van Zweinstein naar het nabije toverdorpje Zweinsveld mogen als ze toestemming krijgen van een ouder of voogd. Harry besluit zijn oom Herman Duffeling te chanteren door te zeggen dat hij zich alleen maar zal gedragen tijdens het bezoek van tante Margot als oom Herman het formulier ondertekent en oom Herman lijkt hier wel op te willen ingaan. Maar tante Margot laat zich enorm laatdunkend uit over Harry en Harry's ouders en hij verliest de controle over zijn toverkracht. Hij doet haar per ongeluk opzwellen en rent van huis weg.
Nadat Harry geschrokken is van een duister wezen, daardoor gestruikeld is en nietsvermoedend zijn toverstok heeft uitgestoken, komt de Collectebus hem ophalen. In de Collectebus ontdekt hij dat Sirius Zwarts, een duistere tovenaar en volgeling van Voldemort, uit de tovenaarsgevangenis Azkaban ontsnapt is. Harry gaat naar de Lekke Ketel aan de Wegisweg en wacht daar totdat zijn vrienden komen. Hij koopt zijn schoolspullen en gaat na een week naar Zweinsteins Hogeschool voor Hekserij en Hocus-Pocus.
Hij ontdekt dat Sirius Zwarts het op hem gemunt lijkt te hebben. Zwarts gelooft dat als hij Harry Potter vermoordt, Heer Voldemort weer aan de macht kan komen. Er is ook een nieuwe leraar Verweer tegen de Zwarte Kunsten, Remus Lupos. Professor Lupos wordt Harry's favoriete leraar. Hij leert Harry een Patronus op te roepen om Dementors (bewakers van Azkaban, die al je geluk wegzuigen) op afstand te houden. Deze Dementors zijn ook op alle toegangspoorten van Zweinstein gestationeerd, om de school te beschermen tegen Sirius Zwarts. Later blijkt professor Lupos een weerwolf te zijn.
Tijdens het schooljaar ziet Harry een paar keer een grote, zwarte hond: het duistere wezen dat hij ook al zag toen hij wegliep van huis, vlak voordat hij bijna werd overreden door de Collectebus. Volgens professor Zwamdrift, zijn lerares Waarzeggerij, betreft het de Grim, het ergste voorteken van de dood.
Tijdens een bezoek aan Zweinsveld komen Harry, Ron en Hermelien erachter dat Sirius Zwarts de beste vriend was van de vader van Harry, James Potter, en dat hij James en Lily Potter zou hebben verraden aan Heer Voldemort. Dit heeft ervoor gezorgd dat Heer Voldemort beide ouders van Harry kon vermoorden, zodat hij vervolgens kon proberen Harry te vermoorden.
Later in de film wordt duidelijk dat niet Sirius Zwarts maar Peter Pippeling, een andere vriend van de Potters, de Potters verraden heeft. Pippeling, en niet Zwarts, bleek de volgeling van Voldemort te zijn. Ook blijkt dat Sirius Zwarts de peetoom en voogd van Harry is.
De film eindigt als Harry een gloednieuwe wedstrijdbezem toegestuurd krijgt en daarop wegvliegt om hem uit te proberen. Dat Sirius Zwarts de gever van de bezem is wordt duidelijk doordat er een veer van Scheurbek de hippogrief uit de verpakking valt: de hippogrief die Zwarts gezelschap houdt.

## Rolverdeling
| Acteur               | Personage                                 | Nasynchronisatie Nederlands    | Nasynchronisatie Vlaams   |
| -------------------- | ----------------------------------------- | ------------------------------ | ------------------------- |
| Daniel Radcliffe     | Harry Potter                              | Trevor Reekers                 | Stef Aerts                |
| Emma Watson          | Hermelien Griffel / Hermione Granger      | Eveline Beens                  | Isabeau Sas               |
| Rupert Grint         | Ron Wemel / Ron Weasley                   | Adriaan van Veldhuizen         | Wouter Hendrickx          |
| David Bradley        | Argus Vilder / Argus Filch                | Stan Limburg                   | Hans De Munter            |
| Julie Christie       | Madame Rosmerta                           |                                |                           |
| Robbie Coltrane      | Rubeus Hagrid                             | Hans Hoekman                   | Dirk Denoyelle            |
| Warwick Davis        | Filius Banning / Filius Flitwick          | Reinder van der Naalt          | Walter Baele              |
| Alfred Enoch         | Daan Thomas / Dean Thomas                 |                                |                           |
| Tom Felton           | Draco Malfidus / Draco Malfoy             | Sander van der Poel            | Thomas Van Praet          |
| Pam Ferris           | Margot Duffeling / Marge Dursley          | Inge Ipenburg                  | Anke Helsen               |
| Dawn French          | Dikke Dame / Fat Lady                     | Maria Lindes                   |                           |
| Michael Gambon       | Albus Perkamentus / Albus Dumbledore      | Wim van Rooij                  | Ron Cornet                |
| Genevieve Gaunt      | Patty Park / Pansy Parkinson              |                                |                           |
| Richard Griffiths    | Herman Duffeling / Vernon Dursley         | Rob van de Meeberg             | Wim Opbrouck              |
| Robert Hardy         | Cornelis Droebel / Cornelius Oswald Fudge | Jérôme Reehuis                 |                           |
| Joshua Herdman       | Karel Kwast / Gregory Goyle               |                                |                           |
| Lee Ingleby          | Sjaak Stuurman / Stan Shunpike            | Hans Somers                    | David Verbeeck            |
| Matthew Lewis        | Marcel Lubbermans / Neville Longbottom    | Max Beens                      | Thomas Van Goethem        |
| Harry Melling        | Dirk Duffeling / Dudley Dursley           | Remy Gieling                   |                           |
| Devon Murray         | Simon Filister / Seamus Finnigan          |                                | Rob Teuwen                |
| Gary Oldman          | Sirius Zwarts / Sirius Black              | Fred Delfgaauw                 | Dirk Denoyelle            |
| James Phelps         | Fred Wemel / Fred Weasley                 | Willem Rebergen (beide rollen) | Jonas Wyns (beide rollen) |
| Oliver Phelps        | George Wemel / George Weasley             | Willem Rebergen (beide rollen) | Jonas Wyns (beide rollen) |
| Chris Rankin         | Percy Wemel / Percy Weasley               | Rolf Koster                    |                           |
| Adrian Rawlins       | James Potter                              | Stille rol                     | Stille rol                |
| Alan Rickman         | Severus Sneep / Severus Snape             | Filip Bolluyt                  | Vic De Wachter            |
| Fiona Shaw           | Petunia Duffeling / Petunia Dursley       | Marjolein Algera               | Camilia Blereau           |
| Maggie Smith         | Minerva Anderling / Minerva McGonagall    | Paula Majoor                   | Leah Thys                 |
| Geraldine Somerville | Lily Potter                               | Stille rol                     | Stille rol                |
| Timothy Spall        | Peter Pippeling / Petger Pettigrew        | Jeroen Keers                   |                           |
| Jim Tavaré           | Tom                                       | Edward Reekers                 |                           |
| David Thewlis        | Remus Lupos / Remus Lupin                 | Laus Steenbeeke                | Koen Van Impe             |
| Emma Thompson        | Professor Zwamdrift / Professor Trelawney | Hetty Heyting                  |                           |
| Julie Walters        | Molly Wemel / Molly Weasley               | Karin Bloemen                  |                           |
| Jamie Waylett        | Vincent Korzel / Vincent Crabbe           |                                |                           |
| Paul Whitehouse      | Heer Pendagon / Sir Cadogan               |                                |                           |
| Mark Williams        | Arthur Wemel / Arthur Weasley             | Jon van Eerd                   | Warre Borgmans            |
| Bonnie Wright        | Ginny Wemel / Ginny Weasley               | Kirsten Fennis                 | Isabeau Sas               |

## Achtergrond

### Productie
Veel buitenscènes werden gefilmd in Schotland, waaronder in Glen Coe. De scènes bij het Zweinsteinmeer werden opgenomen bij het meer Loch Shiel in de Schotse Hooglanden. Er werd tevens opgenomen in Londen en in de Leavesden Film Studios.
Net als voorgaande films bevat dit deel veel visuele computereffecten, wat mede de oorzaak van de hoge kosten van de film is (ca. 130 miljoen dollar). Regisseur Alfonso Cuarón wilde liever met traditionele technieken werken om de Dementors weer te geven. Toen bleek dat dit onmogelijk was werd er alsnog gekozen voor computeranimatie.

### Muziek
De originele filmmuziek werd gecomponeerd door John Williams. Er werd ook een soundtrackalbum uitgebracht door Abbey Road Studios.

### Verschillen met het boek
De gevangene van Azkaban was ten tijde van de publicatie het langste boek uit de Harry Potterreeks. Vanwege de vele complexe gebeurtenissen en subplots was het noodzakelijk om voor de verfilming het boek wat minder nauw te volgen dan bij de voorgaande twee films.
De film opent met Harry die via magie zijn toverstok laat oplichten om zo te kunnen lezen. In het boek gebruikt hij een zaklamp omdat het voor jonge tovenaars illegaal is magie te gebruiken buiten Zweinstein. De connectie tussen Harry’s ouders en de Sluipwegwijzer wordt maar heel kort genoemd, evenals Lupos’ connectie met zowel de kaart als James Potter. Het Krijsende Krot en Schurfie de rat komen in de film maar heel kort aan de orde tot aan de climax, terwijl ze in het boek voor de climax al uitgebreider worden behandeld. Een groot deel van het achtergrondverhaal van Sirius Zwarts is ook weggelaten uit de film. Zo wordt er niet gesproken over hoe hij uit Azkaban is ontsnapt.
Om tijd te besparen wordt in de film ook minder tijd besteed aan de lessen. Men krijgt slechts vier lessen te zien: twee van Verweer tegen de Zwarte Kunsten, één van Verzorging van Fabeldieren en één over de toekomst lezen (Waarzeggerij).
De film voegt ook een paar nieuwe zaken toe. Zo is de romantiek tussen Ron en Hermelien sterker aanwezig in de film dan in het boek. Ook ondergaan de drie personages meer emotionele karakterontwikkeling. Dit werd gedaan naar aanleiding van kritiek op de voorgaande twee films, waarin volgens critici mysterie en avontuur ten koste gingen van karakterontwikkeling.

## Prijzen en nominaties
Harry Potter en de Gevangene van Azkaban werd genomineerd voor 43 prijzen, waaronder twee Academy Awards in de categorieën “Best Achievement in Music Written for Motion Pictures, Original Score” en “Best Achievement in Visual Effects”. De film won van deze prijzen er uiteindelijk tien:
2004:
- De BAFTA Children’s Award voor beste film
- De Golden Trailer voor beste animatie/familie
- De PFCS Award voor beste live-action familiefilm
- De Teen Choice Award voor Choice Movie - Drama/Action Adventure
- De Public Choice Award van de World Soundtrack Award.

2005:
- De Audience Award van de BAFTA Awards
- De BMI Film Music Award.
- De VES Award voor Outstanding Performance by an Animated Character in a Live Act on Motion Picture
- De VES Award voor Outstanding Visual Effects in a Visual Effects Driven Motion Picture

2006:
- De Special Award van de Empire Awards.

## Trivia
- In tegenstelling tot de eerste twee delen is Zweinstein in deze film omgeven door bergen.
- Het gebouwencomplex zelf heeft ook enkele wijzigingen ondergaan.
- Het huis van Hagrid ligt veel verder van Zweinstein af dan in de voorgaande delen.
- Filius Banning heeft vanaf deze film een heel ander uiterlijk en andere kleding.
- Regisseur Alfonso Cuarón had het plan om het bos rondom Zweinstein te laten bevolken door kleine kabouters. J.K. Rowling was het daar absoluut niet mee eens en dit idee haalde de film niet.
- In tegenstelling tot de voorgaande delen blijkt de leerlingenkamer van Griffoendor zich niet meer in de toren te bevinden, maar aan een trap te grenzen.
- De straat waar Harry woont in de Dreuzelwereld is anders. Dit komt omdat er in een echte straat werd gefilmd, terwijl het bij de vorige films om een studiodecor ging.